# Zeuxis (Goldschmied)
Zeuxis war ein antiker römischer Goldschmied (aurifex), der in julisch-claudischer Zeit in Rom tätig war.
Er ist einzig durch seine Grabinschrift bekannt, die 1726 im Columbarium der Livia gefunden wurde. Demnach war er ein Freigelassener der Livia. Die Inschrift befindet sich heute in den Kapitolinischen Museen in Rom.